# Educação feminina na Arábia Saudita
A educação feminina na Arábia Saudita é, como com vários outros aspectos da vida diária, organizada de acordo com os princípios do Islã, que é a religião oficial do país. A forma do Islã praticado na Arábia Saudita é o Wahhabismo, que é uma religião fundamentalista que coloca ênfase na importância do conhecimento, estudo e compreensão. A religião acredita que a obtenção de conhecimento é a única maneira de ganhar a verdadeira compreensão do Islamismo e, como tal, incentiva ambos os sexos a estudar. A maneira de praticar o wahhabismo, portanto, levou a segregação na educação na Arábia Saudita e, por sua vez, criou segregação em ambientes políticos, econômicos e forças de trabalho. Com a luta atual das normas sociais e leis, as mulheres têm feito grandes progressos para se obter educação igualitária na Arábia Saudita. Por maior que esses progressos possam ser, há conseqüências para a economia e a sociedade, por não se permitir que as mulheres tenham acesso à educação igualitária.

## História
A primeira escola para meninas na Arábia Saudita, chamada de Dar al-Hanan School, foi inaugurada em 1956, e até então, algumas meninas tiveram a oportunidade de obter uma educação. A primeira escola de funcionamento estatal foi então aberta entre 1960 e 1961. Até 2002, departamentos diferentes regulavam a educação para homens e mulheres, com a educação das mulheres sendo controlada através do Departamento de Orientação Religiosa, enquanto a educação dos homens foi supervisionada pelo Ministério da Educação. A razão do Departamento de Orientação religiosa permanecer no controle da educação para as mulheres era o de garantir que as mulheres fossem educadas de acordo com os princípios do Islão, tal como interpretado na Arábia Saudita, que tradicionalmente defendia que as mulheres assumissem papéis que devem ser considerados para ser adequado entre os gêneros, tais como a maternidade, tarefas domésticas, ensino ou enfermagem. Nos últimos 40 anos, o governo construiu um programa educacional com a finalidade de incluir mulheres no ensino superior. Melhorias na redução da taxa de analfabetismo também tem sido alcançadas na infraestrutura educacional da Arábia Saudita. Ao longo dos anos, a educação básica tem sido oferecida para as crianças, de ambos os sexos, de forma mais igualitária. Ao longo da história para a educação das mulheres na Arábia Saudita, as mulheres receberam literacia e numeracia de competências básicas, e têm concluído o ensino primário no tempo.

## Segregação na vida social

### Normas de educação
Tutores masculinos são responsáveis por tomar muitas decisões para as mulheres na Arábia Saudita. Mulheres no país precisam de permissão para estudar. A norma social de tutela eliminou muitos recursos e materiais que as mulheres não podem aceder por motivos educacionais. Muitas mulheres têm visitas limitadas à bibliotecas públicas, devido ao seu acompanhante masculino ter de estar presente, e existem horas de visita a estes tipos de bibliotecas públicas. A maioria das vezes as mulheres só recebem permissão de frequentar bibliotecas específicas para as mulheres. Isso faz com que haja uma enorme lacuna em materiais educacionais que mulheres têm permissão para visualizar e obter. Há muito tem sido escrito sobre a posição de estabelecimentos religiosos wahhabistas islâmicos na educação das mulheres. O que é geralmente escrito é sobre o esforço determinado a manter os valores religiosos tradicionais e normas da sociedade saudita. Alguns estabelecimentos religiosos lutam contra o sistema de educação do estado moderno para garantir que as normas sociais sejam seguidas.

### Leis
Na Arábia Saudita, as autoridades podem pedir as mulheres que obtenham o consentimento dos seus tutores masculinos para poder estudarem. Isso pode acontecer mesmo quando não há lei ou diretriz exigindo esse consentimento. As práticas atuais assumidas são de que as mulheres não têm poder para tomar suas próprias decisões. Isso pode ter um enorme impacto sobre como as mulheres podem receber educação na Arábia Saudita. Um exemplo de como as mulheres são verificadas quanto à autorização da guarda é, em muitos aeroportos, funcionários exigirem de mulheres de todas as idades uma prova escrita de que seu tutor lhes permitiu viajar. Muitas mulheres têm de receber autorização para viajar, mesmo por motivos educacionais. Embora o governo tenha tomado algumas medidas para limitar o poder dos guardiões, há pouco apoio mostrando que as autoridades estão recuando da autorização da guarda.